# Попельня (село, Житомирская область)
Попе́льня (укр. Попільня) — село на Украине, находится в Попельнянском районе Житомирской области.
Код КОАТУУ — 1824785301. Население по переписи 2001 года составляет 1879 человек. Почтовый индекс — 13503. Телефонный код — 4137. Занимает площадь 4,305 км².

## Адрес местного совета
13501, Житомирская область, Попельнянский р-н, с. Попельня, ул. Пограничников, 2; тел. 2-57-35.